# Ioan Albert al Poloniei
Ioan I Albert, în poloneză Jan I Olbracht; n. 27 decembrie 1459, Cracovia, Regatul Poloniei – d. 17 iunie 1501, Toruń, Regatul Poloniei) a fost rege al Poloniei (1492–1501) și duce de Głogów (1491–1498).

## Viața
Ioan a fost al treilea fiu al lui Cazimir al IV-lea, regele Poloniei, și al Elisabetei a Austriei, fiica lui Albert al II-lea al Germaniei. Ca prinț moștenitor s-a distins prin strălucita victorie repurtată împotriva tătarilor la Kopersztyn (1487). În 1490 nobilimea maghiară l-a proclamat pe Ioan rege al Ungariei la dieta de la Rákos. El a fost însă învins de fratele său, regele Ladislau al II-lea al Boemiei și al Ungariei. În 1492 Ioan i-a urmat tatălui său pe tronul Poloniei.
Pierderile de venituri cauzate de secesiunea Marelui Ducat al Lituaniei a făcut ca Ioan să ajungă să depindă de seimurile poloneze (diete locale), în care șleahta (nobilii locali), îi puneau la dispoziție venituri în funcție de felul în care regele le apăra interesele.
Ioan râvnea să pozeze într-un apărător al creștinătății împotriva turcilor otomani, iar circumstanțele i-au fost favorabile. A găsit în fratele său Ladislau, rege al Ungariei și Boemiei, un aliat cu influență dominantă în Europa Centrală, contrapondere pentru mașinațiunile lui Maximilian I, care în 1492 încheiase o alianță împotriva sa cu Ivan al III-lea al Moscovei. Ca suzeran al Moldovei, Ioan era într-o poziție favorabilă pentru a-i ataca pe turci. La conferința de la Leutschau (1494), s-au pus la cale detalii ale expediției de către regii Poloniei și Ungariei și de către prințul elector Ioan Cicero al Brandenburgului, cu cooperarea lui Ștefan al III-lea, voievodul Moldovei, care îi ceruse ajutorul lui Ioan.
În 1496, Ioan a strâns o armată de 80.000 de oameni în Polonia cu mari dificultăți, dar cruciada sa a fost deviată de la scopul ei de dorința lui Ioan de a invada Moldova și de a-l instala pe fratele lui mai mic, Sigismund pe tronul acesteia. Astfel, polonii au pătruns în Moldova nu ca aliați, ci ca inamici și, după ce au asediat fără succes Suceava, au fost obligați să se retragă după ce au fost învinși în bătălia de la Codrii Cosminului. Una din cauzele acestui eșec răsunător pare a fi fost nesupunerea șlehtei, întrucât la revenirea în țară, Ioan a confiscat sute de moșii nobiliare.
Cum noul mare maestru al Cavalerilor Teutoni, Friedrich Wettin von Sachsen, a refuzat să depună jurământ de credință coroanei Poloniei, Ioan l-a obligat cu forța armată. El intenționa să supună și mai mult Ordinul Teutonic, dar a murit în 1501.